# دورتی کابرن
دورتی کابرن (انگلیسی: Dorothy Coburn؛ ‏ ۸ ژوئن ۱۹۰۴ – ۱۵ مهٔ ۱۹۷۸) بازیگر اهل ایالات متحده آمریکا بود.

## گزیده فیلم‌شناسی
- نبرد قرن (۱۹۲۷)
- شلوار پوشاندن به فیلیپ (۱۹۲۷)
- صد سال دوم (۱۹۲۷)
- ملوانان، مراقب باشید! (۱۹۲۷)
- دست مریزاد (۱۹۲۷)
- عاقله‌مردهای دست‌ودلباز (۱۹۲۷)
- شرکت بارنوم و رینگلینگ (۱۹۲۸)
- دستکاری نهایی (۱۹۲۸)
- از صفر تا صد (۱۹۲۸)
- ولشون کن بخندن (۱۹۲۸)
- لحظه سرنوشت‌ساز (۱۹۲۸)
- آیا مردان متأهل باید به خانه بروند؟ (۱۹۲۸)
- پرواز فیل‌ها (۱۹۲۸)